# Gothic 3
Gothic 3 je počítačová hra žánru RPG. Jedná se o třetí pokračování Gothic série vytvořené firmou Piranha Bytes z Německa.

## Příběh

### Úvod
Náš hrdina spolu s jeho přáteli připlouvá k břehům pevniny, přímo na břehy království Myrtany, na Paladinské lodi, kterou získal na ostrově Khorinis. Dozví se, že orkové obsadili celé království Myrtana až na hlavní město Vengard, kolem kterého král nechal vytvořit bariéru, aby jej bránila před orkským obležením. Sám hrdina osvobodí první vesnici od skřetů hned na začátku – Ardeu. A nakonec zjistí, že za vítězstvím skřetů stojí mág Xardas, se kterým se dobře zná z dřívějších dílů.

### Adanosovy artefakty
Po notné době zjišťování se dozví hráč od Xardase o tzv. Adanosových artefaktech, které mají obrovskou moc. Všechny se nacházely ve vzdálené pouštní zemi Varant na jihu pevniny. Nyní se nacházejí už jinde a hrdina se je vydává hledat. Po jejich získání se dozvěděl, že má moc nad celým světem a může se rozhodnout, jak s ním naloží – má 3 možnosti:
1. Přidá se k bohu Innosovi, osvobozením od skřetí okupace zachrání království Myrtana a zabije vyvoleného Beliara – Zubena.
2. Přidá se k bohu Beliarovi, zabije všechny hlavní postavy božského konfliktu vyjma sebe – vůdce Hašišinů, všechny vůdce skřetů, Xardase a Rhobara II.
3. Přidá se na stranu neutrálního boha, zabije všechny hlavní postavy božského konfliktu vyjma sebe a Xardase, s nímž odejde do jiného světa. Tím trvale ukončí válku bohů.

## Prostředí
Prostředí hry je velmi různorodé, celá hra je navíc volná, takže hráč může dělat téměř vše, jít kam chce, atd.

### Rozdělení Kontinentu
Nordmar – na severu se nachází zamrzlá země Nordmar, základna skřetů, kde žijí jenom seveřané. Ti tam těží rudu a vyrábějí jedny z nejkvalitnějších zbraní a zbrojí z celé země.
Myrtana – leží uprostřed pevniny, podnebím připomíná střední Evropu. Typické středověké hrady a vesnice jsou zpočátku obsazeny skřety, rebelové žijí v jeskyních, po pláních běhají různá stvoření od mrchožroutů přes bizony až po obávané troly.
Varant – vyprahlá poušť na jihu, města a osídlení jsou kolem oáz, nebo blízko nějaké jeskyně. Ve většině země se nachází zlato a různé písečné bestie. Neopomenuty by měly zůstat i chrámy s Adanosovými artefakty plné nemrtvých.

### Lidé
V Nordmaru najdeme především lidi z klanů – jsou zde tři: Klan ohně, Klan vlka a Klan kladiva. Každý klan má svého vůdce, který sídlí vždy na nejvyšším vrcholku. V Klanu ohně je jím Kerth, se kterým budete mít důležité jednání, v Klanu vlka se jedná o Grima, a v Klanu Kladiva je to Tjalf. Bojovníci a ostatní lidí (kováři, obchodníci, atd.) se nacházejí vždy na upravených svazích hor pod domem svého vůdce.Klany vycházejí dobře s mágy ohně, kteří mají v Nordmaru klášter. V Klášteře se nachází starý známý Milten. V zemi ledových pouští naleznete také mocného nekromanta a vašeho přítele Xardase.
V Myrtaně jsou hlavní tři frakce – skřeti, žoldáci a rebelové. Skřeti, jimž vládne armádní vojevůdce Kan, ke kterému se jako ubohý člověk (nikoliv žoldák) jen tak nedostanete, okupují celou Myrtanu a téměř dobyli všechna lidská města v ní a lidští žoldáci pracují pro skřety, plní pro ně různé úkoly za které pak dostávají zaplaceno a řídí otroky. Někteří otroci poutíkali do hor. Rebelové se naopak snaží vyhnat skřety z Myrtany a znovu ovládnout své království (resp. království, kterému vládne král Rhobar II).
Ve Varantu jsou také dvě spolu soupeřící frakce – Nomádi a Hašišini. Nomádi jsou původní obyvatelé pouště, kteří žijí převážně v prázdných oázách nebo jeskyních. Jsou vedeni mágy vody a budou hrdinovi pomáhat při získávání Adanosových artefaktů. Hašišini jsou lovci otroků, v každé jejich větší osadě vládne šejk, který zodpovídá jednomu muži, Zubenovi, ve městě Ishtar. Zuben je Beliarův vyvolený, tudíž hlavní a nejmocnější postava temné strany konfliktu mezi bohy. Hašišini jsou vedeni černými mágy (mágy temna, čerpajícími svou moc od temného boha, Beliara), kterým jednotliví zástupci měst odvádějí tribut, za který mají temní mágové "odvracovat hněvivý pohled Beliara". a mají určitou mírovou dohodu se skřety.

### Postavy
Již níže uvedený Bezzejmenný
Diego – Jeden z nejlepších přátel Bezejmenného, pomáhá osvobodit Ardeu, setkáte se s ním při příchodu do pouště, pomůže osvobodit Bragu. Může vás naučit něco o lovu a kradení.
Gorn – Také jeden z nejlepších přátel Bezejmenného,dovede vás do Reddocku, pomůže osvobodit Gothu a získat Adanosův artefakt. Může vás naučit něco k boji.
Milten – Jeden z nejlepších hrdinových přátel, mág Ohně. Pomůže osvobodit Ardeu, najdete ho později v Klášteře. Dojde tam s paladinem Olivierem a dá vám Ohnivý kalich.
Lester – Jeden z nejlepších přátel bezejmenného ,najdete ho v ruinách chrámu Al shedim, bude zotročen skřety. Dá vám jeden klíč od chrámu a pomůže vám jej osvobodit. Je to bylinkář a opravdu miluje Bahení trávu .
Lee – Bývalý generál Rhobara II., který byl poslán do kolonie za vraždu kterou neudělal. Najdete jej v Klanu ohně, chce po vás teleport do Vengardu, kde spolu zabijete Rhobara II.
Lares – Zloděj, na kterého narazíte v Geldernu, bude po vás chtít pět misek Šamanů, které najdete ve chrámu v Geldernu.
Angar – Bojovník, který je šampionem arény v Mora sul, když ho porazíte, tak se z vás stane šampion. Dá vám Katanu, naučí vás něco k boji.
Xardas – Záhadný vyvolený Beliara, se kterým hrdina na konci hry odejde do jiné dimenze. Najdete ho v jeho věži v Nordmaru. Chce vypudit bohy, tím pádem použít Žezlo varantu, Hůl věčného poutníka a všechny Adanosovy artefakty. S ním skončíte celou hru Gothic 3.

### Bezejmenný
Hlavní hrdina, bojovník Innose, který je v každém díle Gothicu hlavní postavou (kromě hry Arcania:Gothic 4) se přátelí s všemi postavami uvedenými níže.

#### Příběh
Ve hře Gothic 3 vylodili u vesnice Ardea (pluli z ostrova Khorinis), kterou obsadili. Potom vybil Gothu s Gornem od nemrtvých a tam je Gorn až do datadisku.

## Technické Informace

### Genome Engine
Gothic 3 běží pod Genome Enginu, který je postaven na DirectX 9 API. Na fyziku byl použit Ageia PhysX balík, na generování stromů SpeedTreeRT, na zvuk FMOD knihovna a na cutscény BINK video.
Z grafického hlediska vypadá Gothic 3 velice pěkně, především na to mají vliv efekty jako normal mapping, dynamická světla s dynamickými stíny pomocí shadow mapping (ovšem pro terén jsou světelné mapy předpřipraveny) – nejsou sice úplně zfiltrované pomocí blur filtrů a perspective wrap technik, proto lze vidět částečný aliasing u hran. Samozřejmostí jsou částicové efekty, dynamické nebe, celkem obstojně vypadá i voda a refrakce skrz ni – jenomže neznámo proč neodráží voda vůbec okolí (přitom byla na několika screenshotech viděna i s odrazy okolí). Stromy, o které se postaral SpeedTreeRT vypadají skvěle, akorát někomu může vadit, že v novodobých hrách bývají pomalu v každé druhé hře stejné textury pro listy a kmeny stromů. Co se týče po-procesních efektů, využívá se bloom efektu, ovšem žádné HDR a tone mapping orgie se nekonají (přizpůsobování "oka" na světlo). Zajímavě vypadá také rozmazání vzdálených objektů, takže celková scéna vypadá jako kdyby používala zaostřování. Co se týče animací zvířat – není co vytknout, možná u animací postav někdy nejasné kolize v soubojích.

## Odkaz
Gothic 3 The Beginning je hra určená pro mobilní telefony. Vyvinula ji společnost Handy-Games GmbH a vydána byla společností JoWooD Entertainment.